# Martin Hindorff
Martin Leonard Hindorff (Nyköping, 30 de marzo de 1897-Estocolmo, 5 de marzo de 1969) fue un deportista sueco que compitió en vela en la clase 6 Metre.
Participó en cuatro Juegos Olímpicos de Verano entre los años 1932 y 1952, obteniendo tres medallas: oro en Los Ángeles 1932, bronce en Berlín 1936 y bronce en Londres 1948, todas en la clase 6 Metre.

## Palmarés internacional
| Juegos Olímpicos | Juegos Olímpicos             | Juegos Olímpicos  | Juegos Olímpicos |
| Año              | Lugar                        | Medalla           | Clase            |
| ---------------- | ---------------------------- | ----------------- | ---------------- |
| 1932             | Los Ángeles (Estados Unidos) | Medalla de oro    | 6 Metre          |
| 1936             | Berlín (Alemania)            | Medalla de bronce | 6 Metre          |
| 1948             | Londres (Reino Unido)        | Medalla de bronce | 6 Metre          |